# Ludwig Flerx
Ludwig Flerx, auch Louis Flerx, (11. August 1825 in München – 23. Juli 1890 ebenda) war ein deutscher Theaterschauspieler, -regisseur, -intendant, Bühnenautor und Librettist.

## Leben
Flerx war ein beliebter Charakterkomiker und 1848 in Ödenburg und Raab engagiert, kam 1858 ans Carltheater, wurde dann Direktor in Brünn (1856 und 1857), Oberregisseur in Breslau (1858), wirkte dann in Danzig, Hamburg, Stettin, München und Pest und trat 1867 in den Verband des Gärtnerplatz-Theaters, wo er bis zu seinem Tode als beliebtes Mitglied tätig war.
Der Schauspieler Georg Schwarz war sein Schüler.